# CIM-10
La Classificació Internacional de Malalties (CIM), en la seva versió 10 (CIM-10), conté amb l'ús de subclassificacions opcionals més de 16.000 codis.
A Catalunya el Departament de Salut de la Generalitat va publicar la primera versió catalana de la CIM-10 el desembre del 2010.
La CIM-10-MC, (MC = Modificació clínica) és una ampliació del govern dels Estats Units que conté més de 155,000 codis diferents i permet el seguiment de molts diagnòstics i procediments quirúrgics nous.

## Història
L'elaboració de la CIM-10 va començar el 1983 i es va completar el 1992, sota la direcció de l'Organització Mundial de la Salut. L'OMS s'encarrega d'actualitzacions menors anuals i actualitzacions grans cada tres anys.
Posteriorment, alguns països han creat les seves pròpies extensions del codi CIM-10. Per exemple, Austràlia va presentar la seva primera edició, la «ICD-10-AM» Arxivat 2010-05-17 a Wayback Machine. el 1998; Canadà va publicar la seva versió el 2000, la «ICD-10-CA» Arxivat 2009-02-17 a Wayback Machine.. Alemanya també té la seva pròpia extensió, la "ICD-10-GM" Arxivat 2010-04-21 a Wayback Machine..

## Codis
| Capítol | Codis   | Títol |
| ------- | ------- | --- |
| I       | A00-B99 | Certes malalties infeccioses i parasitàries                                                                  |
| II      | C00-D48 | Neoplàsies                                                                                                   |
| III     | D50-D89 | Malalties de la sang i dels òrgans hematopoètics i altres trastorns que afecten el mecanisme de la immunitat |
| IV      | E00-E90 | Malalties endocrines, nutricionals i metabòliques                                                            |
| V       | F00-F99 | Trastorns mentals i del comportament                                                                         |
| VI      | G00-G99 | Malalties del sistema nerviós                                                                                |
| VII     | H00-H59 | Malalties de l'ull i els seus annexos                                                                        |
| VIII    | H60-H95 | Malalties de l'oïda i de l'apòfisi mastoide                                                                  |
| IX      | I00-I99 | Malalties del sistema circulatori                                                                            |
| X       | J00-J99 | Malalties del sistema respiratori                                                                            |
| XI      | K00-K93 | Malalties de l'aparell digestiu                                                                              |
| XII     | L00-L99 | Malalties de la pell i el teixit subcutani                                                                   |
| XIII    | M00-M99 | Malalties del sistema osteomuscular i del teixit connectiu                                                   |
| XIV     | N00-N99 | Malalties de l'aparell genitourinari                                                                         |
| XV      | O00-O99 | Embaràs, part i puerperi                                                                                     |
| XVI     | P00-P96 | Certes afeccions originades en el període perinatal                                                          |
| XVII    | Q00-Q99 | Malformacions congènites, deformitats i anomalies cromosòmiques                                              |
| XVIII   | R00-R99 | Símptomes, signes i troballes anormals clíniques i de laboratori, no classificats en un altre lloc           |
| XIX     | S00-T98 | Traumatismes, enverinaments i algunes altres conseqüències de causa externa                                  |
| XX      | V01-Y98 | Causes externes de morbiditat i de mortalitat                                                                |
| XXI     | Z00-Z99 | Factors que influeixen en l'estat de salut i contacte amb els serveis de salut                               |
| XXII    | O00-U99 | Codis per a situacions especials                                                                             |

## Apèndixs
- A. Morfologia de les neoplàsies
- C. Classificació de fàrmacs pel seu número de llista del Servei de formularis d'hospitals nord-americans i el seu equivalent CIM-9-CM.
- D. Classificació d'Accidents industrials
- E. Llista de categories de tres dígits